# 大雲寺 (臨汾市)
大雲寺（だいうんじ）は、中華人民共和国山西省臨汾市堯都区にある仏教寺院。大雲寺には唐代の鉄塔があるので、鉄仏寺とも呼ばれる。

## 歴史
大雲寺は唐の貞観6年（632年）に創建された。
清の康熙34年（1695年）に地震で倒壊し、康熙54年（1715年）、陳国信が先頭に立って出資し、寺院を再建。
1921年、大雲寺は山西省立第6女子師範学校の所在地となった。1931年4月、中国共産党山西特委はかつて大雲寺に党支部を設立し、支部に十人余りがいた。周恩来はここで働いたことがある。1937年7月、山西省臨汾師範学校は大雲寺に転入し、山西省立第六女師範学校と合併した。1938年1月20日、民族革命大学は大雲寺で創立を宣言した。閻錫山は校長を務めた。
中華人民共和国が成立した後も、大雲寺を臨汾師範学校の所在地としている。その後、大雲寺は臨汾地区展示館に変更された。2006年5月25日、中華人民共和国国務院は大雲寺を全国重点文物保護単位に認定した。2018年9月18日、大雲寺は臨汾鉄仏寺博物館に変更された。

## 伽藍
山門、献亭、中殿、方塔、蔵経閣